# Dzmitryj Żuk
Dzmitryj Alaksandrawicz Żuk (biał. Дзмітрый Алаксандравіч Жук, ros. Дмитрий Александрович Жук, Dmitrij Aleksandrowicz Żuk) – były dyrektor generalny Białoruskiej Agencji Telegraficznej (BiełTA); redaktor naczelny gazety „Sowietskaja Biełorussija”. Członek Rady Republiki Zgromadzenia Narodowego Republiki Białorusi VIII kadencji.

## Życiorys
Pracował w agencji „Interfaks-Zapad”. Pełnił funkcję kierownika służby prasowej Prezydenta Republiki Białorusi. 2 maja 2003 roku został dyrektorem generalnym Białoruskiej Agencji Telegraficznej (BiełTA). Zastąpił na tym stanowisku Aleha Pralaskouskiego.
Redaktor naczelny gazety „Sowietskaja Biełorussija”. Członek Rady Republiki Zgromadzenia Narodowego Republiki Białorusi VIII kadencji.
Odznaczony Medalem „Za zasługi w pracy”, Gramotą Pochwalną Rady Ministrów Republiki Białorusi, Gramotą Pochwalną Zgromadzenia Narodowego Republiki Białorusi.
W 2011 r. Dzmitryj Żuk i kilku innych czołowych menedżerów i pracowników głównych państwowych mediów zostało objętych zakazem podróży do UE i zamrożeniem aktywów w ramach listy sankcyjnej 208 osób odpowiedzialnych za represje polityczne, oszustwa wyborcze i propagandę na Białorusi. Sankcje zostały zniesione w 2016 roku. W listopadzie 2020 roku Żuk został objęty zakazem wjazdu do państw bałtyckich. Latem 2024 roku ponownie trafił na listę sankcyjną Unii Europejskiej i Szwajcarii.